# La volpe e l'uva

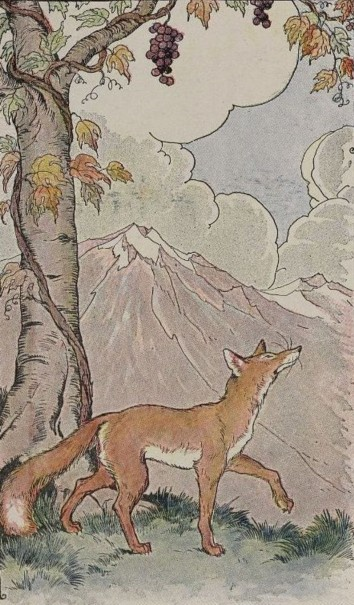
La volpe e l'uva

La volpe e l'uva (in greco antico: Ἀλώπηξ καὶ βότρυς ?, Alópex kái bótrys) è una delle più celebri favole attribuite a Esopo. I riferimenti alla favola nel linguaggio comune assumono quasi le caratteristiche del proverbio. "Fare come la volpe con l'uva" significa, metaforicamente, reagire a una sconfitta sostenendo di non aver mai desiderato la vittoria, o disprezzando il premio che si è mancato di ottenere. La reazione dell'animale è considerata una forma esemplare di razionalizzazione in psicologia e di dissonanza cognitiva in psicologia sociale.

## Trama
La versione originale di Esopo recita:
(Esopo, La volpe e l'uva)
mentre il testo latino di Fedro:
uvam adpetebat, summis saliens viribus.

Quam tangere ut non potuit, discedens ait:

"Nondum matura est; nolo acerbam sumere."

Qui, facere quae non possunt, verbis elevant,

adscribere hoc debebunt exemplum sibi.»
(Fedro, La volpe e l'uva)

## Storia
Come molte altre favole di Esopo, La volpe e l'uva potrebbe essere stata ripresa da fonti precedenti o dalla tradizione orale. Immagini simili si trovano in altre culture; per esempio, un proverbio persiano dice: il gatto che non può raggiungere la carne dice che ha un cattivo odore.
Nella cultura occidentale, la favola è celebre fin dai tempi antichi, ed è stata citata innumerevoli volte. Jean de La Fontaine la ripropose in rima, con lo stesso titolo, aggiungendo che la volpe era "di Guascogna" o "di Normandia". Fra gli adattamenti moderni si può citare un cartone animato della serie Color Rhapsodies, di Frank Tashlin (1941).
Nel mondo di lingua inglese, la favola è nota soprattutto attraverso traduzioni di epoca vittoriana, in cui (forse per evitare qualsiasi associazione sessuale) l'aggettivo "acerba" ("non matura"), riferito all'uva, è stato sostituito con sour ("aspra"). Questa traduzione (da cui deriva anche l'idiomatismo inglese sour grape, "uva aspra", con cui si indica una sconfitta che viene negata) comporta una differenza non irrilevante nella psicologia della storia: la volpe che trova l'uva "acerba" può infatti illudersi di stare solo rimandando il suo pasto, mentre quella che la trova "aspra" dichiara una rinuncia definitiva.